# Бейкер (вулкан)
Бейкер — активный вулкан в американском штате Вашингтон недалеко от границы США и Канады. Возраст вулкана — 350 600 лет. Постоянная активность вулкана наблюдается с 1495 года. С этого года произошло 20 катастрофических извержений и 50 крупных. Повышенный уровень фумарольной активности продолжается на горе Бейкер с 1975 года.